# Szivacski Donát
Szivacski Donát (Szeged, 1997. január 18. –) magyar labdarúgó.

## Pályafutása

### Klubcsapatokban
Szivacski Donát a Szeged, a Tisza Volán, a Honvéd és a Kecskemét korosztályos csapataiban ment végig a ranglétrán.
2014. augusztus 2-án tizenhét évesen debütált a Kecskeméti TE játékosaként kezdőként a Szombathelyi Haladás elleni bajnokin, melyen 1–0-s vereséget szenvedett a csapat. Egy szezont töltött itt és hét mérkőzésen lépett pályára.
2015 nyarán a Vasasnál volt próbajátékon. A meggyőző próbajáték után 2015. júliusában szerződést írt alá az angyalföldi klubbal. 2015. július 17-én a Siófokhoz került kölcsön a teljes szezonra. 2016. január 8-án a Vasas visszahívta a másodosztályból fél szezon után. 2017. augusztus 18-án megszerezte az első NB I-es gólját a Debrecen csapata ellen, ám nem volt teljes az öröm mert a piros-kék csapat 4–1-s vereséget szenvedett a Nagyerdei stadionban.
A 2016–2017-es idényben a bajnoki bronzérmes csapat tagja.
2022. május 22-én a Soroksár ellen ünnepelhette a 150. bajnoki mérkőzését a Vasasban (42 az NB I-ben és 108 az NB II-ben), ezen a napon lett az NB II bajnoka is.

### A válogatottban
Szivacski háromszor lépett pályára az U18-as és háromszor az U19-es ill. háromszor az U21-es magyar utánpótlás válogatottakban.

## Statisztika

### Klubcsapatokban
2023. március 1-jén frissítve
| Klub                | Szezon           | Liga            | Liga  | Kupa            | Kupa  | Ligakupa        | Ligakupa | Európa          | Európa | Összesen        | Összesen |
| Klub                | Szezon           | Pályára lépések | Gólok | Pályára lépések | Gólok | Pályára lépések | Gólok    | Pályára lépések | Gólok  | Pályára lépések | Gólok    |
| ------------------- | ---------------- | --------------- | ----- | --------------- | ----- | --------------- | -------- | --------------- | ------ | --------------- | -------- |
| Kecskemét           |                  |                 |       |                 |       |                 |          |                 |        |                 |          |
| 2014–15             | 7                | 0               | 0     | 0               | 5     | 0               | 0        | 0               | 12     | 0               |          |
| Összesen            | Összesen         | 7               | 0     | 0               | 0     | 5               | 0        | 0               | 0      | 12              | 0        |
| Siófok (Kölcsönben) |                  |                 |       |                 |       |                 |          |                 |        |                 |          |
| 2015–16             | 12               | 0               | 0     | 0               | 0     | 0               | 0        | 0               | 12     | 0               |          |
| Összesen            | Összesen         | 12              | 0     | 0               | 0     | 0               | 0        | 0               | 0      | 12              | 0        |
| Vasas               |                  |                 |       |                 |       |                 |          |                 |        |                 |          |
| 2015–16             | 8                | 0               | 0     | 0               | 0     | 0               | 0        | 0               | 8      | 0               |          |
| 2016–17             | 15               | 0               | 3     | 0               | 0     | 0               | 0        | 0               | 18     | 0               |          |
| 2017–18             | 19               | 1               | 0     | 0               | 0     | 0               | 2        | 0               | 21     | 1               |          |
| 2018–19             | 29               | 0               | 1     | 0               | 0     | 0               | 0        | 0               | 30     | 0               |          |
| 2019–20             | 21               | 1               | 3     | 0               | 0     | 0               | 0        | 0               | 24     | 1               |          |
| 2020–21             | 21               | 0               | 2     | 0               | 0     | 0               | 0        | 0               | 23     | 0               |          |
| 2021–22             | 37               | 1               | 2     | 0               | 0     | 0               | 0        | 0               | 39     | 1               |          |
| 2022–23             | 17               | 0               | 4     | 0               | 0     | 0               | 0        | 0               | 21     | 0               |          |
| Összesen            | Összesen         | 167             | 3     | 15              | 0     | 0               | 0        | 2               | 0      | 184             | 3        |
| Karrier összesen    | Karrier összesen | 186             | 3     | 15              | 0     | 5               | 0        | 2               | 0      | 208             | 3        |

## Sikerei, díjai
Vasas
- NB I bronzérmes: 2016–17
- NB II bajnok: 2021–22